# Wolf Parade (EP, 2003)
Albums de Wolf Parade
Wolf Parade
(2004)
Wolf Parade, appelé aussi Wolf Parade (4 Song EP), est le premier EP auto-produit du groupe Wolf Parade, sorti en 2003.
Deux chansons de cet EP, Modern World et Dinner Bells, apparaîtront plus tard sur Apologies to the Queen Mary, le premier album du groupe, dans des versions retravaillées. La version de Modern World de cet EP servira de bonus track pour l'achat sur iTunes de la version vinyle d'Apologies to the Queen Mary, sous le nom de Modern World (Original).

## Liste des titres
| 1.    | Modern World     | Boeckner | 2:46 |
| 2.    | Wits or a Dagger | Krug     | 3:40 |
| 3.    | Secret Knives    | Boeckner | 3:24 |
| 4.    | Dinner Bells     | Krug     | 6:25 |
| 16:09 |                  |          |      |

## Personnel
- Dan Boeckner – voix, guitare
- Spencer Krug – voix, piano, synthétiseur
- Arlen Thompson – batterie